# Terralba
Terralba é uma comuna italiana da região da Sardenha, província de Oristano, com cerca de 9.243 habitantes. Estende-se por uma área de 34 km², tendo uma densidade populacional de 272 hab/km². Faz fronteira com Arborea, Arbus (CA), Guspini (CA), Marrubiu, San Nicolò d'Arcidano, Uras.